# Torterra
Torterra (Dotaitos in de originele Japanse versie) is een van de vele honderden verschillende Pokémon die er bestaan. Hij lijkt op een bijtschildpad. Hij is waarschijnlijk gebaseerd op de oude legende van Akupara, een schildpad die de wereld op zijn rug draagt. Hij is de zwaarste van alle starterpokémon. Hij kan soms dagen niet bewegen en daar maken kleinere Pokémon gebruik van om nesten op zijn rug te maken.
Torterra is de laatste evolutie van Turtwig, een starterpokémon van de regio Sinnoh. De combinatie van Gras en Grond maakt hem minder vatbaar voor Gif-aanvallen, maar geeft hem wel een dubbele zwakte voor ijs-aanvallen.
In tegenstelling tot de meeste Gras-Pokémon, heeft Torterra meer aanval dan speciale aanval. Aanvallen zoals "Earthquake" en "Woodhammer" maken hier handig gebruik van.